# P.V. Storm
Povel Wedel Storm (født 29. august  1881 i Rødby, død 17. maj 1934 på Sundby Hospital)  var bankdirektør for Kjøbenhavns Handelsbank fra 1929 til 1934, hvor han også tilbragte hele sin karriere.
P.V. Storm, der var søn af herredsfuldmægtig Anker Storm, blev i 1899 ansat i Handelsbanken og blev udannet i Crédit Lyonnais i London og Paris 1905-1907. Fra 1913 var han fuldmægtig i banken og i 1917 kontorchef. Fra 1918 bestyrede han bankens afdeling på Gammeltorv, inden han i 1929 blev underdirektør i hovedsædet. Fra 1932 til sin død i 1934 var han direktør i banken.
P.V. Storm døde på Sundby Hospital den 17. maj 1934 af anuri i en alder af 52 år. Han er begravet på Vestre Kirkegård.